# كارلا أورتيز
كارلا أورتيز (بالإسبانية: Carla Ortiz)‏ هي ممثلة بوليفية، ولدت في 2 ديسمبر 1978 بكوتشابامبا في بوليفيا.

## وصلات خارجية
- كارلا أورتيز على موقع IMDb (الإنجليزية)
- كارلا أورتيز على موقع ألو سيني (الفرنسية)
- كارلا أورتيز على موقع أول موفي (الإنجليزية)
- كارلا أورتيز على موقع قاعدة بيانات الفيلم (الإنجليزية)
- كارلا أورتيز على موقع كينوبويسك (الروسية)